# Landgrafroda
Landgrafroda ist ein Ortsteil der Stadt Querfurt in Sachsen-Anhalt. Der Ort liegt zwischen Ziegelroda und Allstedt.

## Geschichte
Mit Wirkung vom 1. Oktober 1945 wurde das bis dahin in Thüringen (im Landkreis Weimar) liegende Landgrafroda dem Kreis Sangerhausen der Provinz Sachsen zugeordnet. Am 1. Juli 1950 wurde die Gemeinde in den Landkreis Querfurt um- und am 1. Mai 1974 in die Gemeinde Ziegelroda eingegliedert.
Die Jugendstilkirche in Landgrafroda wurde 2007 restauriert.

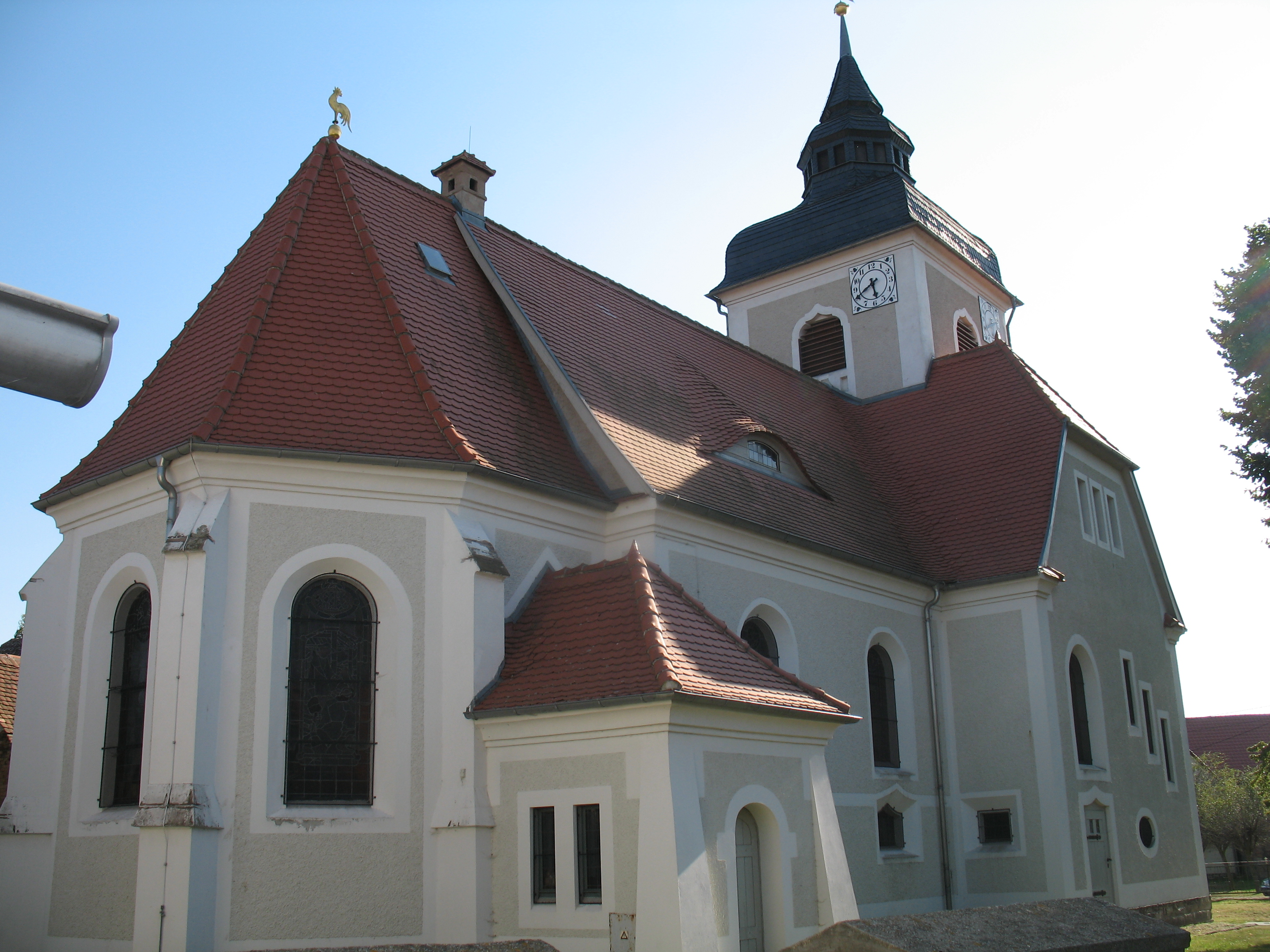
Seitenansicht der Jugendstilkirche
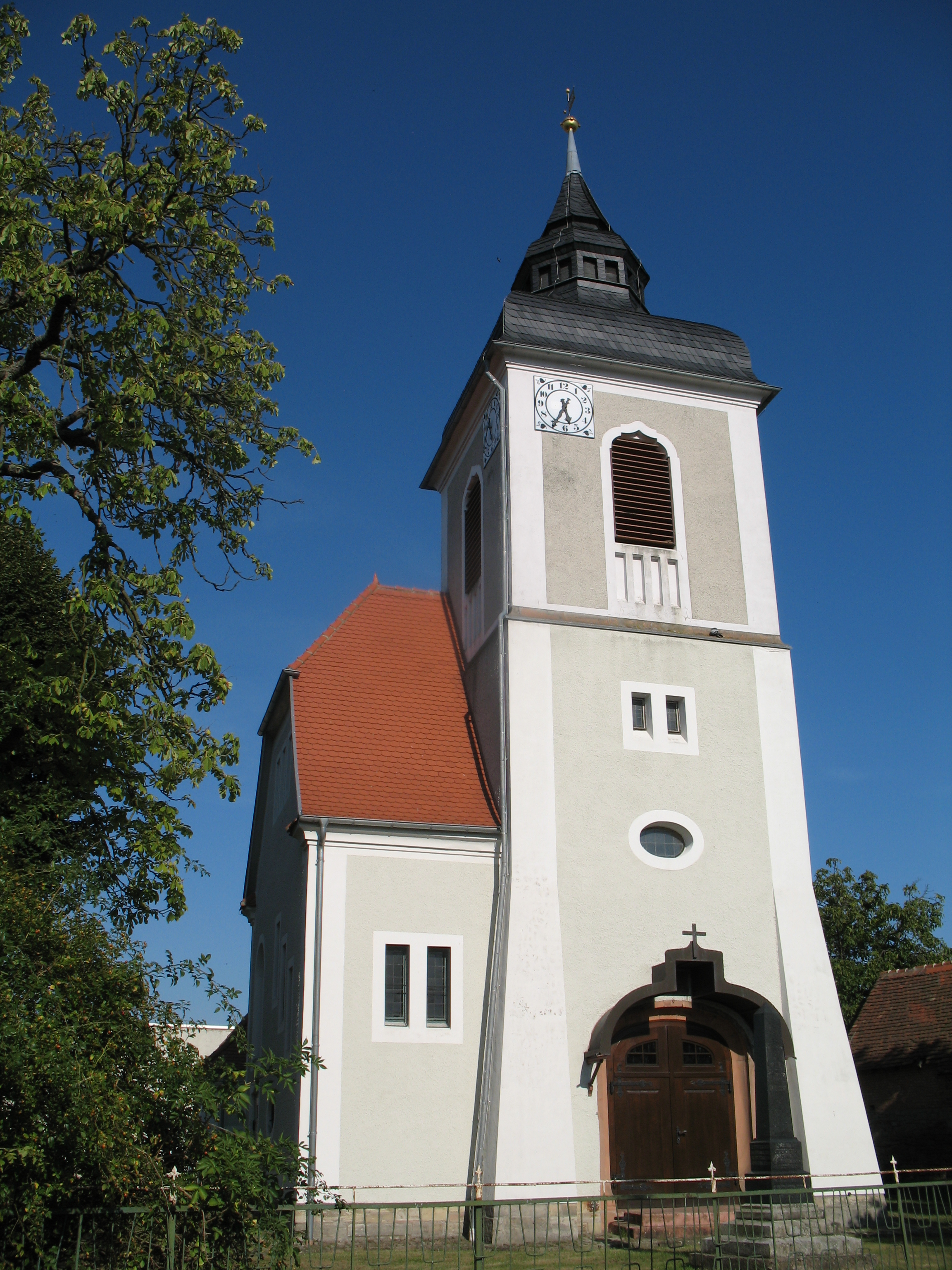
Frontansicht der Jugendstilkirche
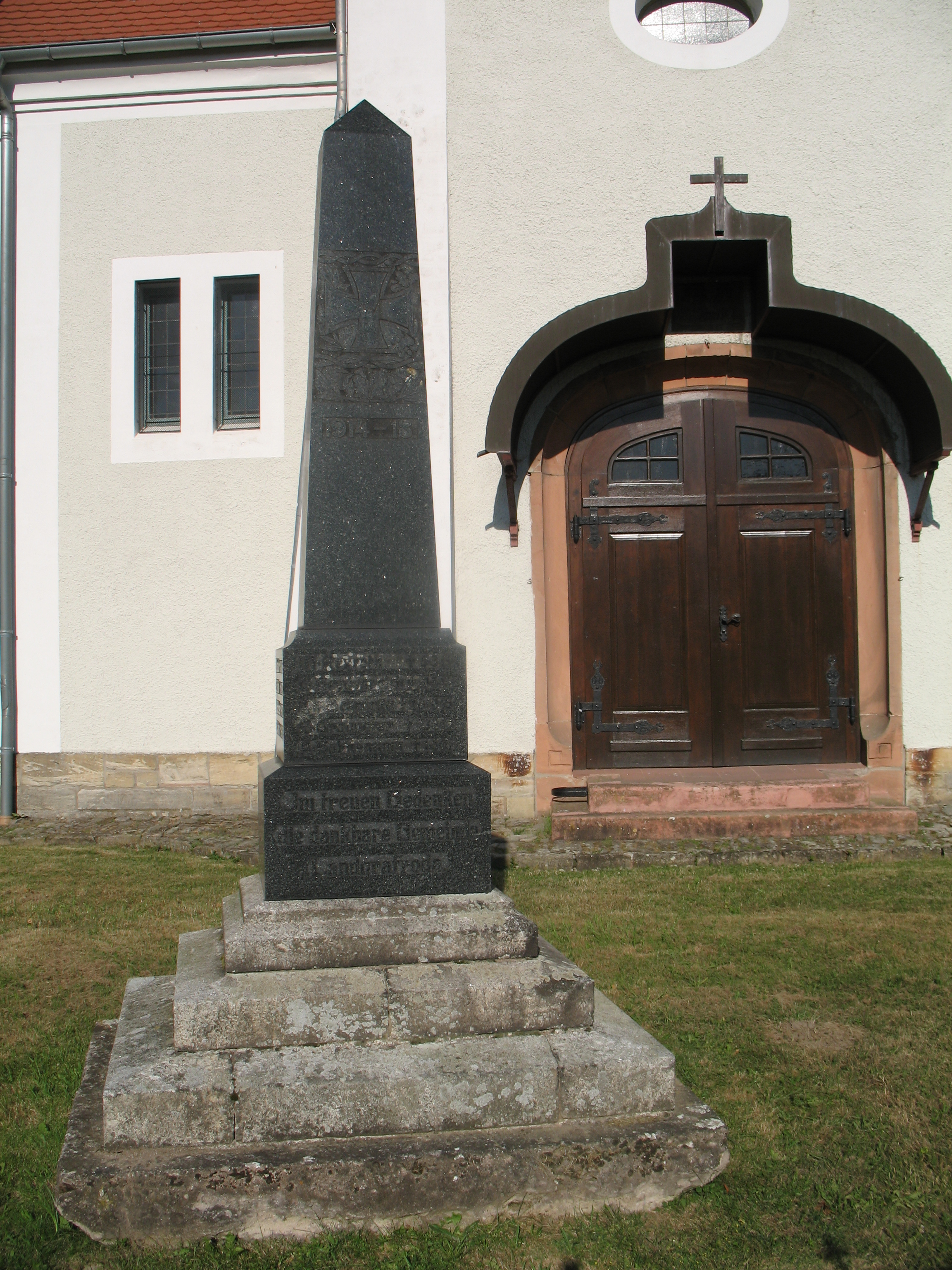
Kriegerdenkmal für den Ersten Weltkrieg